# Loricariichthys cashibo
Loricariichthys cashibo är en fiskart som först beskrevs av Eigenmann och Allen 1942.  Loricariichthys cashibo ingår i släktet Loricariichthys och familjen Loricariidae. Inga underarter finns listade i Catalogue of Life.